# Ryan Carnes
Ryan Gregg Carnes, född den 6 december 1982 i Pittsfield, Illinois, är en amerikansk skådespelare.

## Biografi
Carnes gick på Duke University, och hans skådespelarkarriär inleddes med en roll i serien General Hospital. Han är mest känd som den homosexuella killen Justin i Desperate Housewives. Han har varit med i filmerna Eating Out (2004), Surf School (2006) och Letters from Iwo Jima (2006). Han har också medverkat i serierna CSI: NY och The Closer. 2009 medverkade han även som huvudpersonen i TV-miniserien The Phantom.